# Katja Seizinger
Katja Seizinger (jetzt Katja Weber, * 10. Mai 1972 in Datteln, Nordrhein-Westfalen) ist eine ehemalige deutsche Skirennläuferin. Ihre Skiclubs waren die Skizunft Katzenbuckel und der SC Halblech im Ostallgäu. Mit 36 Weltcupsiegen ist sie eine der erfolgreichsten Athletinnen der Weltcupgeschichte und vor Maria Höfl-Riesch die beste Deutsche. Sie ist dreifache Olympiasiegerin, gewann einen Weltmeistertitel und entschied zweimal den Gesamtweltcup für sich. Hinzu kommen der neunmalige Gewinn einer Weltcup-Disziplinenwertung und ein Juniorenweltmeistertitel. Seizinger wurde dreimal zur deutschen Sportlerin des Jahres gewählt (1994, 1996, 1998).

## Biografie

### Sportkarriere
Das Skifahren lernte Katja Seizinger im Odenwald am Katzenbuckel, einem Berg in der Nähe ihres damaligen Wohnortes Eberbach. Sie besuchte das Gymnasium  Hohenschwangau. 1986 siegte sie beim Trofeo Topolino. Drei Jahre später nahm Seizinger zum ersten Mal am Weltcup teil und belegte am Ende Rang 44. 1990 erreichte sie einen zweiten Platz im Super-G. 1991 wurde sie bei den Weltmeisterschaften in Saalbach-Hinterglemm, Österreich, Fünfte sowohl in der Abfahrt als auch in der Kombination. Im selben Jahr gewann sie ihr erstes Weltcuprennen, den Super-G in Santa Caterina Valfurva, Italien.
Bei den Olympischen Winterspielen 1992 in Albertville gewann sie die Bronzemedaille im Super-G. Sie gewann in diesem Jahr außerdem den Abfahrts-Weltcup. 1993 gewann sie die Goldmedaille im Super-G bei den Weltmeisterschaften in Morioka, Japan. 1994 wurde sie Olympiasiegerin in der Abfahrt bei den Olympischen Winterspielen in Lillehammer, Norwegen. Sie wurde darüber hinaus erstmals zur Sportlerin des Jahres gekürt.
Bei den Weltmeisterschaften 1996 in der Sierra Nevada gewann sie die Silbermedaille in der Abfahrt und wurde in derselben Saison Gesamtweltcup-Siegerin. Katja Seizinger wurde in diesem Jahr wiederum zur deutschen Sportlerin des Jahres gewählt. Bei den Weltmeisterschaften 1997 in Sestriere (Italien) wurde sie jeweils Zweite im Super-G und in der Kombination.
Bei den Olympischen Winterspielen 1998 in Nagano, Japan, gewann sie nach 1994 abermals die Abfahrts-Goldmedaille und verteidigte damit den Olympiasieg in einer alpinen Speed-Disziplin erfolgreich, was zuvor noch niemandem gelungen war (Alberto Tomba hatte 1988 und 1992 im Riesenslalom gesiegt). Außerdem ist sie die erste alpine Skirennläuferin, die einen Olympiatitel erfolgreich verteidigen konnte. Ihren insgesamt dritten Olympiasieg holte sie am Tag darauf in der Kombination. Dort gab es darüber hinaus einen bisher unerreichten deutschen Dreifach-Triumph: Martina Ertl belegte Rang zwei und Hilde Gerg Rang drei. Katja Seizinger gewann in Nagano außerdem noch die Bronzemedaille im Riesenslalom. Sie wurde auch in dieser Saison Gesamtweltcup-Siegerin, gewann die Einzel-Weltcups in der Abfahrt, sowie im Super-G und wurde zum dritten Mal zur Sportlerin des Jahres gewählt. Zudem ist sie eine von vier Rennläuferinnen (neben Lindsey Vonn, Mikaela Shiffrin und Sofia Goggia), der es gelang, drei Rennen innerhalb von drei Tagen zu gewinnen; dies gelang Seizinger im Februar 1996 in französischen Val-d’Isère und im Dezember 1997 im kanadischen Lake Louise.

### Beruflicher Werdegang
Nach einer längeren Verletzungsphase beendete Katja Seizinger ihre Karriere am 23. April 1999. Seit dem 1. Oktober 1999 ist Seizinger mit Kai-Uwe Weber verheiratet. Das Paar hat zwei Kinder, einen Sohn und eine Tochter. Nach Abschluss ihres Studiums der Betriebswirtschaftslehre an der Fernuniversität in Hagen mit dem Diplom im Jahr 2000 absolvierte sie ein Praktikum in einer Heidelberger Steuerkanzlei, für die sie anschließend drei Jahre tätig war. Seit 2003 arbeitet Seizinger bei Südweststahl, dem Betrieb ihres Vaters, und ist seit 2008 Aufsichtsratsvorsitzende der Badischen Stahlwerke sowie Aufsichtsratsvorsitzende der Südweststahl AG. Außerdem trat Seizinger kurz nach Ende ihrer Skisportkarriere bei Fernsehübertragungen von großen Wintersportereignissen, beispielsweise bei den Olympischen Winterspielen 2002 in Salt Lake City, als Expertin auf.

## Erfolge

### Olympische Spiele
- Albertville 1992: 3. Super-G, 4. Abfahrt, 8. Riesenslalom
- Lillehammer 1994: 1. Abfahrt
- Nagano 1998: 1. Abfahrt, 1. Kombination, 3. Riesenslalom, 6. Super-G

### Weltmeisterschaften
- Saalbach-Hinterglemm 1991: 5. Abfahrt, 5. Kombination
- Morioka 1993: 1. Super-G, 4. Abfahrt, 12. Riesenslalom
- Sierra Nevada 1996: 2. Abfahrt, 5. Riesenslalom, 5. Kombination
- Sestriere 1997: 2. Super-G, 2. Kombination, 5. Abfahrt, 5. Riesenslalom

### Weltcupwertungen
Katja Seizinger gewann 1996 und 1998 den Gesamtweltcup, dazu kommen neun weitere Siege in Disziplinenwertungen.
| Saison  | Gesamt | Gesamt | Abfahrt | Abfahrt | Super-G | Super-G | Riesenslalom | Riesenslalom | Slalom | Slalom | Kombination | Kombination |
| Saison  | Platz  | Punkte | Platz   | Punkte  | Platz   | Punkte  | Platz        | Punkte       | Platz  | Punkte | Platz       | Punkte      |
| ------- | ------ | ------ | ------- | ------- | ------- | ------- | ------------ | ------------ | ------ | ------ | ----------- | ----------- |
| 1989/90 | 44.    | 27     | –       | –       | 12.     | 25      | 39.          | 1            | –      | –      | 21.         | 1           |
| 1990/91 | 15.    | 79     | 13.     | 34      | 4.      | 33      | 29.          | 5            | –      | –      | 12.         | 7           |
| 1991/92 | 3.     | 937    | 1.      | 523     | 3.      | 234     | 10.          | 180          | –      | –      | –           | –           |
| 1992/93 | 2.     | 1266   | 1.      | 604     | 1.      | 371     | 7.           | 234          | 58.    | 7      | 7.          | 50          |
| 1993/94 | 3.     | 1195   | 1.      | 482     | 1.      | 416     | 6.           | 258          | 49.    | 13     | 19.         | 26          |
| 1994/95 | 2.     | 1242   | 3.      | 445     | 1.      | 446     | 9.           | 206          | 19.    | 95     | 4.          | 50          |
| 1995/96 | 1.     | 1472   | 2.      | 485     | 1.      | 545     | 2.           | 410          | 39.    | 32     | –           | –           |
| 1996/97 | 2.     | 1424   | 5.      | 405     | 2.      | 474     | 2.           | 420          | 19.    | 125    | –           | –           |
| 1997/98 | 1.     | 1655   | 1.      | 520     | 1.      | 445     | 6.           | 295          | 12.    | 193    | 2.          | 140         |

### Weltcupsiege
Katja Seizinger errang insgesamt 76 Podestplätze, davon 36 Siege (16 × Abfahrt, 16 × Super-G, 4 × Riesenslalom):
| Datum             | Ort                  | Land       |
| ----------------- | -------------------- | ---------- |
| 11. Januar 1992   | Schruns              | Österreich |
| 25. Januar 1992   | Morzine              | Frankreich |
| 7. März 1992      | Vail                 | USA        |
| 15. Januar 1993   | Cortina d’Ampezzo    | Italien    |
| 26. Februar 1993  | Veysonnaz            | Schweiz    |
| 3. März 1993      | Morzine              | Frankreich |
| 14. Januar 1994   | Cortina d’Ampezzo    | Italien    |
| 6. März 1994      | Whistler             | Kanada     |
| 16. März 1994     | Vail                 | USA        |
| 15. Dezember 1995 | St. Anton am Arlberg | Österreich |
| 3. Februar 1996   | Val-d’Isère          | Frankreich |
| 30. November 1996 | Lake Louise          | Kanada     |
| 4. Dezember 1997  | Lake Louise          | Kanada     |
| 5. Dezember 1997  | Lake Louise          | Kanada     |
| 17. Dezember 1997 | Val-d’Isère          | Frankreich |
| 31. Januar 1998   | Åre                  | Schweden   |

| Datum            | Ort      | Land       |
| ---------------- | -------- | ---------- |
| 20. März 1993    | Vemdalen | Schweden   |
| 6. Januar 1996   | Maribor  | Slowenien  |
| 9. März 1996     | Hafjell  | Norwegen   |
| 26. Oktober 1996 | Sölden   | Österreich |

| Datum             | Ort                    | Land        |
| ----------------- | ---------------------- | ----------- |
| 7. Dezember 1991  | Santa Caterina         | Italien     |
| 20. Dezember 1992 | Lake Louise            | Kanada      |
| 20. März 1993     | Åre                    | Schweden    |
| 15. Januar 1994   | Cortina d’Ampezzo      | Italien     |
| 9. März 1994      | Mammoth Mountain       | USA         |
| 11. Dezember 1994 | Lake Louise            | Kanada      |
| 19. März 1995     | Bormio                 | Italien     |
| 13. Januar 1996   | Garmisch-Partenkirchen | Deutschland |
| 2. Februar 1996   | Val-d’Isère            | Frankreich  |
| 4. Februar 1996   | Val-d’Isère            | Frankreich  |
| 7. März 1997      | Mammoth Mountain       | USA         |
| 13. März 1997     | Vail                   | USA         |
| 29. November 1997 | Mammoth Mountain       | USA         |
| 6. Dezember 1997  | Lake Louise            | Kanada      |
| 18. Dezember 1997 | Val-d’Isère            | Frankreich  |
| 24. Januar 1998   | Cortina d’Ampezzo      | Italien     |

### Juniorenweltmeisterschaften
- Alyeska 1989: 2. Super-G, 3. Riesenslalom
- Zinal 1990: 1. Super-G, 2. Abfahrt, 2. Riesenslalom, 2. Kombination, 16. Slalom

### Deutsche Meisterschaften
Seizinger wurde dreimal Deutsche Meisterin:
- 2 × Super-G (1989 und 1996)
- 1 × Riesenslalom (1998)

## Auszeichnungen
- Deutsche Sportlerin des Jahres 1994, 1996 und 1998
- Aufnahme in die Hall of Fame des deutschen Sports 2018